# Shi no Toge
Shi no Toge é um filme de drama japonês de 1990 dirigido e escrito por Kōhei Oguri e Toshio Shimao. Foi selecionado como representante do Japão à edição do Oscar 1991, organizada pela Academia de Artes e Ciências Cinematográficas.

## Elenco
- Keiko Matsuzaka - Miho (ミホ)
- Ittoku Kishibe - Toshio (トシオ)
- Midori Kiuchi - Kuniko (邦子)
- Takenori Matsumura - Shin'ichi (伸一)
- Yuri Chikamori - Maya (マヤ)
- Akira Yamanouchi - Masagaro a.k.a. Oji (おじ)
- Miyoko Nakamura - Riki a.k.a. Oba (おば)